# 千葉県道112号成田成東線
千葉県道112号成田成東線（ちばけんどう112ごう なりたなるとうせん）は、千葉県成田市大清水の大清水交差点を起点とし、千葉県山武市早船の国道126号との交点の早船交差点を終点とする県道である。

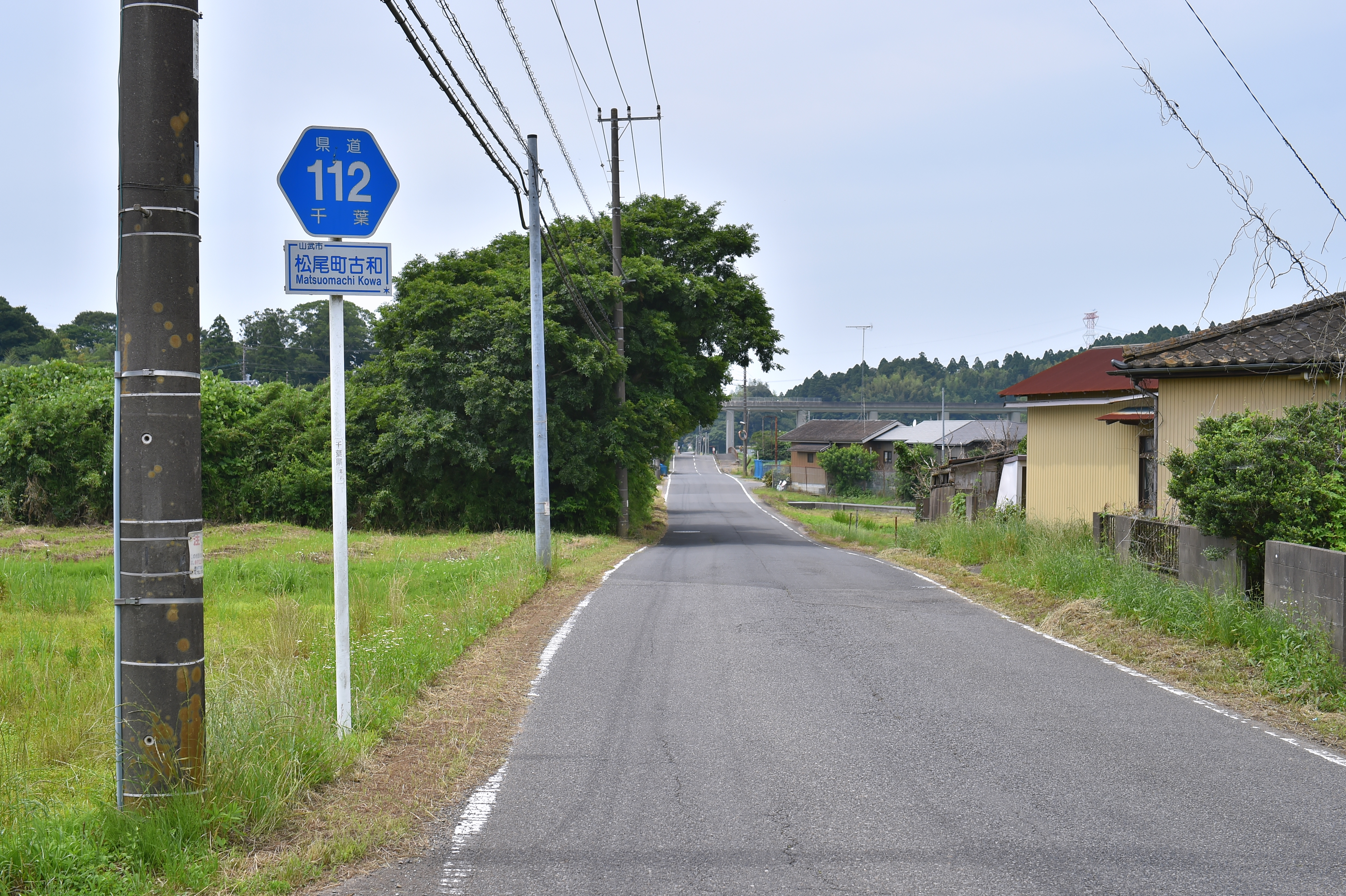
千葉県道112号成田成東線・山武市松尾町古和（2023年6月）

## 概要
成田市大清水（起点）から山武郡横芝光町中台までは千葉県道62号成田松尾線に、さらに山武市松尾町山室までは千葉県道116号横芝山武線に重複しており山武市松尾町山室ではじめて現れるが、また山武市松尾町豊岡から山武市松尾町金尾までは千葉県道22号千葉八街横芝線に重複する。山武市松尾町金尾からは単独となり終点の山武市早船の国道126号との交点まで続く。
- 起点：千葉県成田市大清水（大清水交差点）
- 終点：千葉県山武市早船（早船交差点＝国道126号交点）

建設にあたり、成田国際空港周辺整備のための国の財政上の特別措置に関する法律（成田財特法）による補助金のかさ上げの適用を受けている。

## 重複区間
- 千葉県道62号成田松尾線
千葉県成田市大清水 - 山武郡横芝光町中台
- 千葉県道116号横芝山武線
千葉県山武郡横芝光町中台 - 山武市松尾町山室
- 千葉県道22号千葉八街横芝線
千葉県山武市松尾町豊岡 - 山武市松尾町金尾

## 通過する自治体
- 千葉県
  - 成田市 - 山武郡芝山町 - 山武郡横芝光町 - 山武市

## 接続するおもな道路

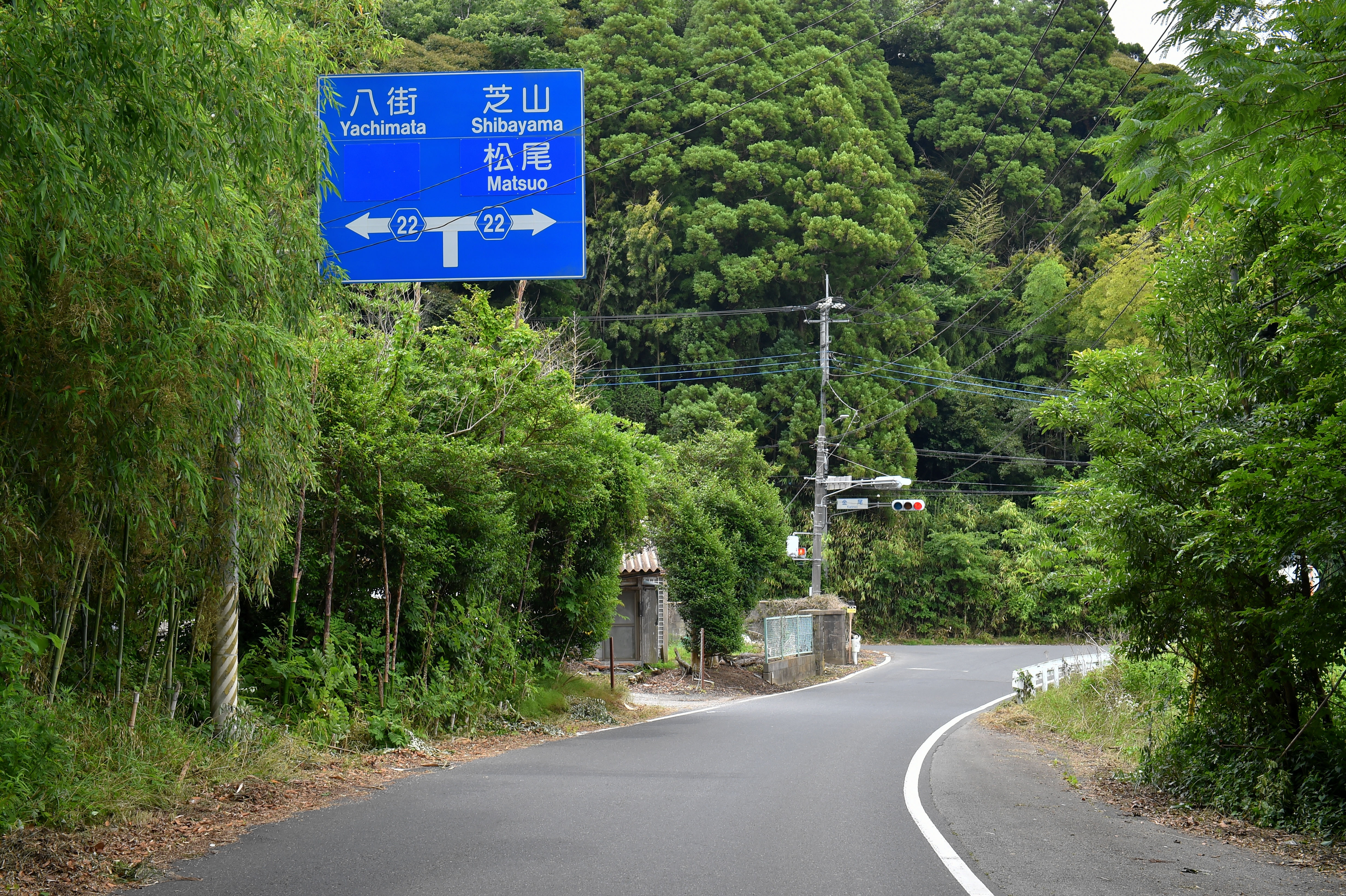
山武市松尾町金尾の金尾交差点（2023年6月）

- 千葉県道62号成田松尾線（成田市大清水 - 山武郡横芝光町中台、起点、重複）
- 千葉県道106号八日市場佐倉線（成田市三里塚）
- 国道296号（成田市南三里塚）
- 千葉県道45号八日市場八街線（山武郡芝山町小池）
- 千葉県道116号横芝山武線（山武郡横芝光町中台 - 山武市松尾町山室、重複）
- 千葉県道62号成田松尾線（山武市松尾町山室）
- 千葉県道22号千葉八街横芝線（山武市松尾町豊岡 - 山武市松尾町金尾、重複）
- 国道126号（山武市早船、終点）